# Канач тала
Канач тала (вірм. Կանաչ թալա), Гьойтала (азерб. Göytala) — село у Шушинському районі Нагірно-Карабаської Республіки. Село розташоване на трасі Єреван — Степанакерт, за 17 км на південний захід від міста Шуші та за 12 км на північний схід від міста Бердзор. Село входить до складу сільради села Єхцаох, від якого розташоване на 3 км на схід.

## Пам'ятки
- В селі розташовані гробниці 2-1 тисячоліття до н. е., селище 12-13 століття, цвинтар 19 століття.